# Brühl (Weimar)

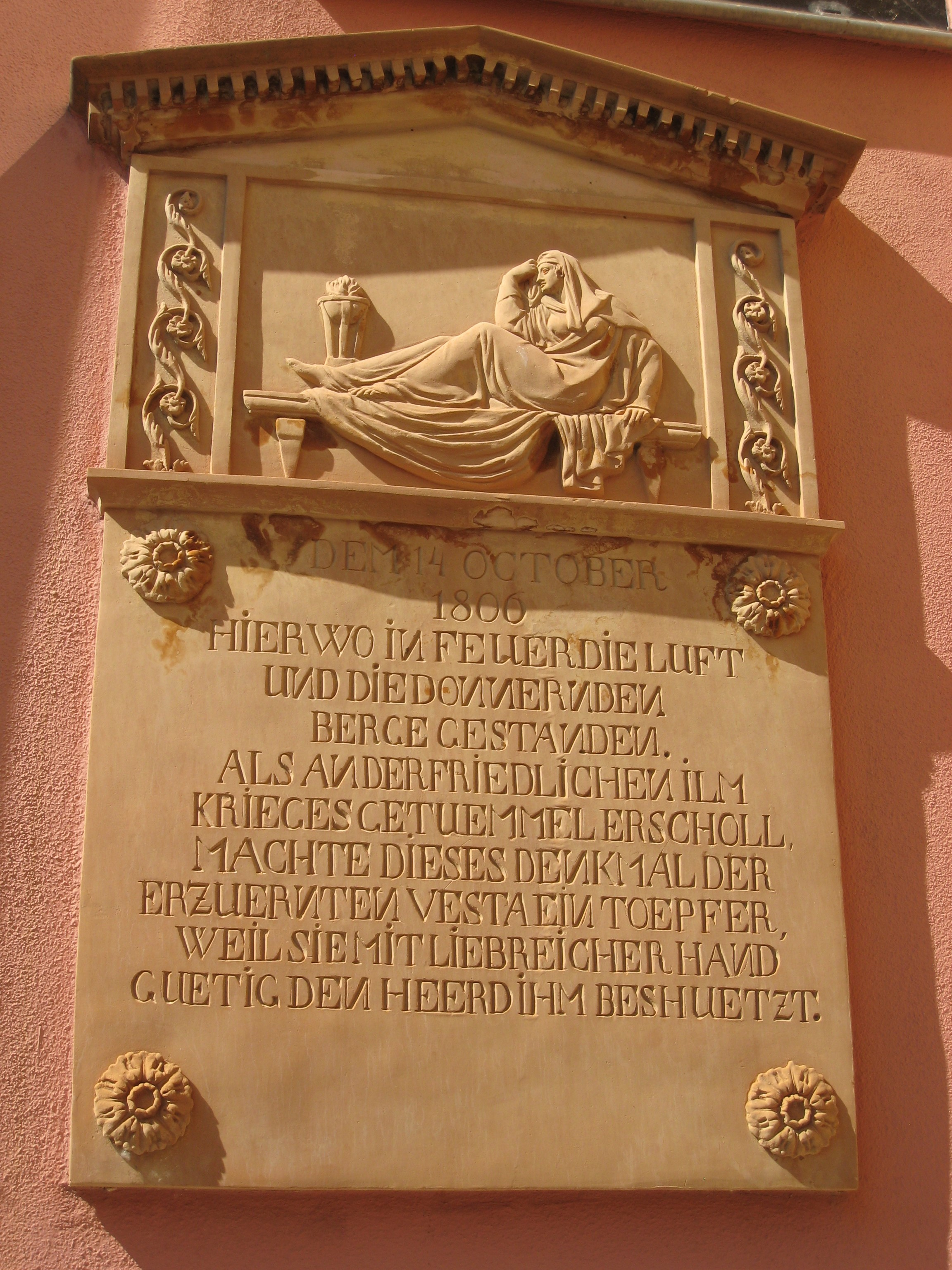
Inschrift am Brühl 10

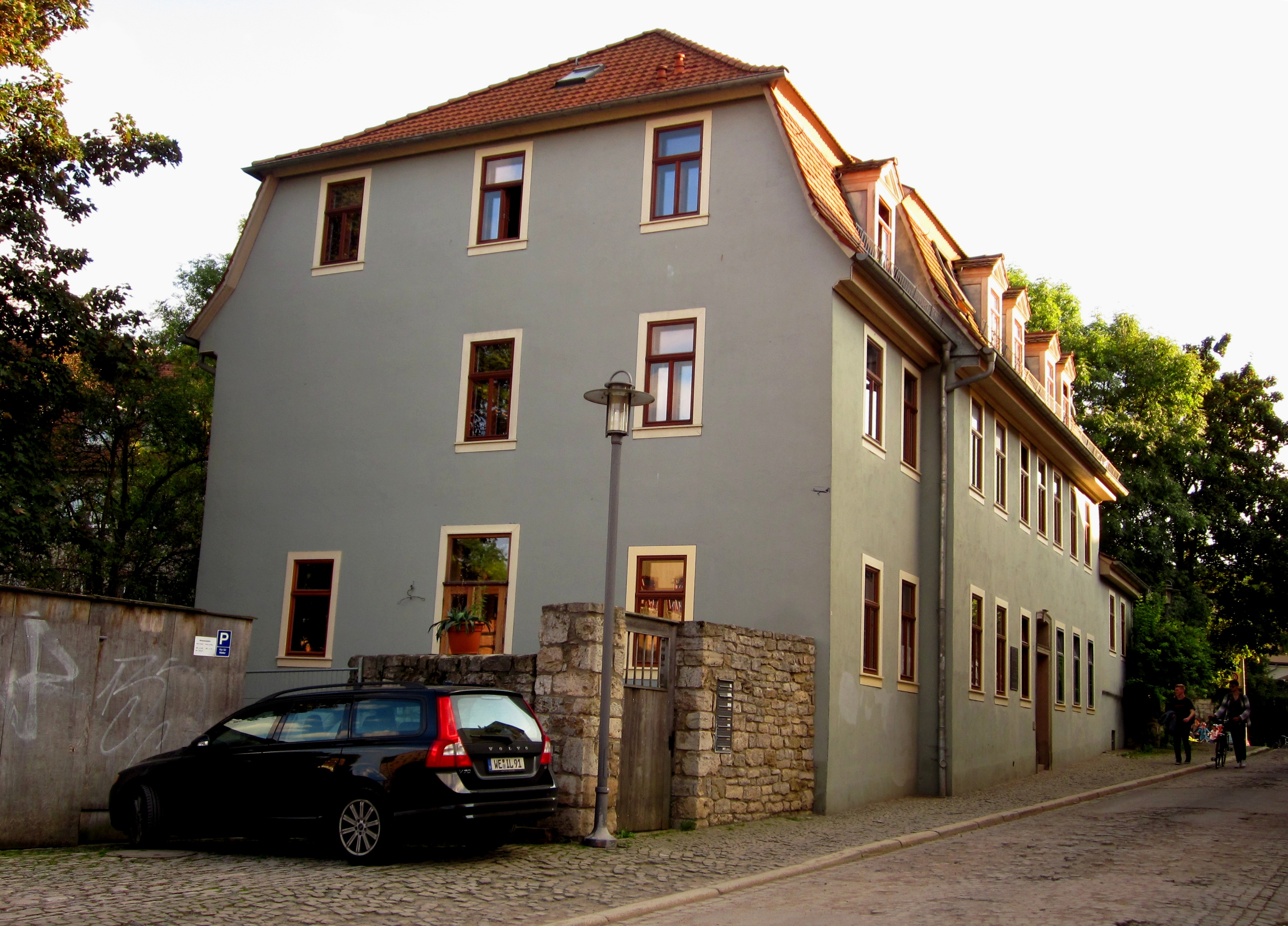
Brühl 6

Der Brühl ist ein Straßenzug in Weimar in der Jakobsvorstadt.
Er beginnt am Untergraben  und geht bis zur Friedensstraße. An der Gabelung zur Wagnergasse befindet sich der Bodebrunnen, wo in dessen Nähe der Schriftsteller Wilhelm Bode in der Wagnergasse17 seinen Wohnsitz hatte. Dem Namen nach wurde er in einem sumpfigen Gebiet angelegt. Der Brühl ist ein frühgeschichtlicher bzw. mittelalterlicher Siedlungsbereich aus dem 7. Jahrhundert. Fast die gesamte Westseite der Straße wurde im Zweiten Weltkrieg zerstört, worunter sich das Burgtheater befand. Auf der Ostseite befand sich die Ofenfabrik von Johann Friedrich Schmidt (1818–1899), die aus der alten Hoftöpferei hervorgegangen war. Im Haus Brühl 6 befand sich das sog. Ghettohaus. Auch eine Gedenktafel wurde angebracht, die als Stolperstein gilt. Ein weiteres gab es in der Belvederer Allee 6. Außerdem sind zwei Stolpersteine für Lina und Albert Ortweiler in den Gehweg eingelassen. Diese sind auf der Liste der Stolpersteine in Weimar aufgeführt. Dieser Villenbau an der Belvederer Allee ist typisch für diese Straße.
Einige Gebäude stehen auf der Liste der Kulturdenkmale in Weimar (Einzeldenkmale). Dazu zählen u. a. die Carlsmühle und der Brühl 6. Das Ilmwehr südlich davon an der Kegelbrücke wiederum ist zugleich letztes Zeugnis der 1882 abgebrannten Burgmühle. Die Ilm wird in diesem Bereich von der Friedensbrücke überquert. Am Brühl 10 befindet sich eine Gedenktafel mit Inschrift, im Gedenken an die Folgen der Schlacht bei Jena und Auerstedt 1806. Der in elegischem Distichon verfassten Inschrift nach stellt die auf der Kline liegende weibliche Person die „erzürnte Vesta“ dar, welche darüber dargestellt ist. Diese schuf der Inschrift  nach ein Töpfer. Und die Töpfer waren aus Brandschutzgründen außerhalb der Innenstadt  angesiedelt.
```
DEN 14. OCTOBER 1806 - HIER WO IN FEUER DIE LUFT UND DIE DONNERNDEN BERGE GESTANDEN. ALS AN DER FRIEDLICHEN ILM KRIEGESGETUEMMEL ERSCHOLL, MACHTE DIESES DENKMAL DER ERZÜRNTEN VESTA EIN TOEPFER, WEIL SIE MIT LIEBREICHER HAND GÜTIG DEN HEERD IHM BESCHUETZT.
```

Zu DDR-Zeiten firmierte Brühl 10 unter VEB Gebäudetechnik Weimar.
Der Brühl 28, 28a ist die Carlsmühle.
Der ganze Straßenzug steht auf der Liste der Kulturdenkmale in Weimar (Sachgesamtheiten und Ensembles).